# Повернутий електронний лист
Повернутий електронний лист (англ. Non-Delivery Report (NDR), Delivery Status Notification (DSN), Non-Delivery Notification (NDN), bounce message (bounce — відображення, рикошет і message — повідомлення) — це електронний лист, який надсилається поштовим сервером відправнику, якщо поштова скринька одержувача недоступна, не існує, або сервер відправника чи одержувача повідомляє про помилку, через яку не може доставити листа до адресата у відведений для цього термін.
У тексті листа вказується текст помилки, адреса поштової скриньки, список кодів помилок (RFC 3463) та причина, через яку лист не міг бути доставлений. Також лист, як правило, містить текст електронного листа, який не вдалося доставити.
Найчастіше NDR генерується від імені MAILER-DAEMON@example.net (де example.net — ім'я домену, сервер якого не може виконати доставку), проте деякі поштові системи можуть використовувати як адресу-відправника NDR поштову адресу адміністратора поштової служби.